# Papageienschaukel

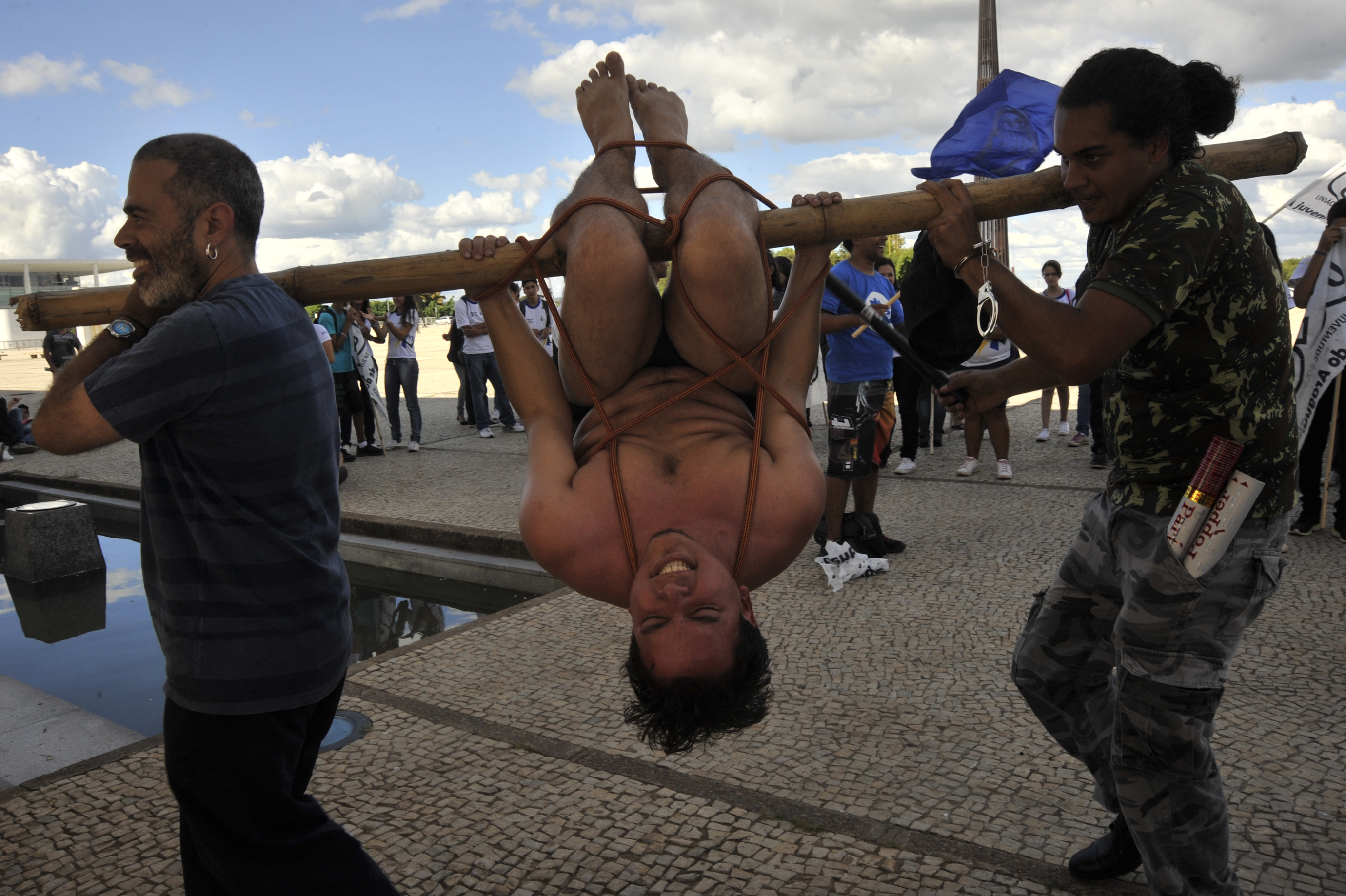
Nachstellung einer „Papageienschaukel“ bei Studentenprotesten in Brasilien (2012)

Papageienschaukel (auch Stalinschaukel, heute auch Grillhähnchen) bezeichnet eine Methode der Fesselung zu Folterzwecken, bei der die betreffende Person mit den Kniekehlen kopfüber an einer Stange aufgehängt wird und die Handgelenke vor den Schienbeinen, an die Fußgelenke oder an die Stange gefesselt werden.
Der Begriff stammt aus Brasilien (dort pau de arara genannt) und bezieht sich darauf, dass die Stange im Papageienkäfig den einzigen Halt für den Vogel darstellt. Verliert er das Gleichgewicht, hängt er kopfüber.
Diese Methode wurde und wird in vielen Ländern angewendet, da keine sichtbaren Spuren am Körper der betreffenden Person zurückbleiben und das notwendige Gerät überall verfügbar oder mit geringem Aufwand herzustellen ist. Es wird jeweils eine Querstange verwendet, die ähnlich einem Reck oder einer Teppichstange befestigt wird oder auch wie ein Trapez aufgehängt werden kann. Der Zug des Körpergewichts in die Kniekehlen führt nach kurzer Zeit zu einsetzenden und sich steigernden Schmerzen. Durch die Körperhaltung, in welche die betreffende Person gezwungen wird, ist diese vollständig bewegungsunfähig und wehrlos, was bereits zu einer Ängstigung und Demütigung führt. Die Gefangenen sind hierbei zumeist entkleidet, was ihre Empfindung von Machtlosigkeit und Verletzlichkeit steigert und sie zusätzlich demütigt. Häufig werden ihnen auch die Augen verbunden, was zu einer räumlichen Desorientierung führt.

## Bogerschaukel
Im KZ Auschwitz hieß die entsprechende bei Verhören angewendete Foltermethode nach dem sie bevorzugt anwendenden Mitarbeiter der politischen Abteilung Wilhelm Boger Bogerschaukel; er bezeichnete sie als „Sprechmaschine“: Während der Verhöre wurden die betreffenden Personen meist mit einem Stock oder Ochsenziemer vor allem auf Gesäß, Fußsohlen und Rücken oder auf die Geschlechtsorgane geschlagen. Wilhelm Boger hatte diese Foltermethode von einem Gestapobeamten übernommen, der zu Verhörzwecken nach Auschwitz kam und sie dort eingeführt hatte. Eine ähnliche, weniger einschneidende Variante bestand darin, die gefolterte Person stehend vornüber über eine hüfthohe Stange zu beugen, wobei die Hände unterhalb der Stange hinter die Beine gefesselt wurden. Die Bogerschaukel wurde später durch den Kommandanten Arthur Liebehenschel abgeschafft.